# كام كلارك
كام كلارك (Cam Clarke) (إسمه الكامل كاميرون آرثر كلارك (Cameron Arthur Clarke)) هو مؤدي أصوات أمريكي ولد في 6 نوفمبر 1957 في بربانك, كاليفورنيا.

## أدواره في السينما الأمريكية
- الحظيرة - فريدي

## أدواره في التلفزيون الأمريكي
- جوال تكساس ووكر - إيه.آر.تي.
- دم حقيقي - الراوي

## أدواره في الأنمي

### مسلسلات أنمي تلفزيونية
- روبوتيك - ماكس ستيرلينغ، لانس بيلمونت
- ديول ماسترز - تورو كاميا، شوري كيريفودا
- ناروتو - أوي روكوشو
- بليتش - ياسوتشيكا إييمورا، كاغيروزا إينابا، أوكو يوشيما
- مونسونو - تشيس سونو، جيريدي سونو
- عسل و برسيم - تاكومي ماياما
- إكس-من - بروفسور إكس

### أفلام أنمي
- فيلم ناروتو: صدام النينجا في أرض الثلج - سوسيتسو كازاهانا

## أدواره في الرسوم المتحركة
- مزرعة المشاغبين - فريدي
- فتيان السلاحف - ليوناردو, روكستيدي
- سلاحف النينجا (مسلسل 2012) - ليوناردو الثمانينات
- إجتماع المنتقمون - بايلدرايفر
- الأسد الملك II: عهد سمبا - سيمبا (غناء)
- تيمون وبومبا - سيمبا

## أدواره في ألعاب الفيديو
- تيلز أوف سيمفونيا - كراتوس أوريون
- تيلز أوف سيمفونيا: دون أوف ذا نيو وورلد - الراوي
- تيلز أوف ليجنديا - ويل رينارد
- تيلز أوف إكسيليا 2 - أودين
- سلسلة ألعاب ميتال غير - ليكويد سنيك
- كينجدوم هارتس 2 - سيمبا
- دراكنغارد 3 - ديكادوس
- زينوغيرز - كريليان
- ماس إفكت - المجند فريدريكس
- ناروتو: ذا بروكن بوند - أوي روكوشو
- جانجريف أوفردوز - جوجي كاباني
- فاير إمبلم فيتس - افاتار

## وصلات خارجية
- كام كلارك على موقع IMDb (الإنجليزية)
- كام كلارك على موقع قاعدة بيانات الأفلام العربية
- كام كلارك على موقع ميوزك برينز (الإنجليزية)
- كام كلارك على موقع أول موفي (الإنجليزية)
- كام كلارك على موقع قاعدة بيانات الأفلام السويدية (السويدية)
- كام كلارك على موقع ديسكوغز (الإنجليزية)
- كام كلارك على موقع قاعدة بيانات الفيلم (الإنجليزية)
- كام كلارك على موقع ANN person (الإنجليزية)